# Woody Herman
Woodrow „Woody” Charles Herman (ur. 16 maja 1913 w Milwaukee, zm. 29 października 1987 w Los Angeles) – amerykański muzyk jazzowy, klarnecista, saksofonista i bandlider.
Lider znanego na świecie big bandu grającego w różnych stylach. Z orkiestrą Hermana współpracowali czołowi aranżerzy jazzowi, kompozytorzy i instrumentaliści. Igor Strawinski napisał dla zespołu Ebony Concerto (Hebanowy koncert) w 1945.
W orkiestrze Woody’ego Hermana debiutował w 1949 Stan Getz. Razem nagrali przebój Early Autumn.